# Fernand Coustans
Fernand Coustans, né le 17 décembre 1878 à Thionville et mort le 16 septembre 1975 au Ban-Saint-Martin, est un peintre, journaliste, conteur et bibliophile français.

## Biographie
Jean Pierre Michel dit "Fernand" Coustans descend d’une famille originaire de La Chapelle-Basse-Mer (Loire-Atlantique), qui passe à Nantes au milieu du XVIIe siècle, puis hérite en 1783 d’une plantation à la Petite-Rivière-de-l'Artibonite, à Saint-Domingue (Haïti), et rentre à Paris en 1799, après l’insurrection menée par Toussaint Louverture.
Son grand-père, Louis-Baptiste-Caractère Coustans (1799-1845), est officier des Gardes du Corps du Roi, puis entre dans les Douanes royales, se marie à Strasbourg, où il meurt prématurément d’une méningite.
Son père Jean-Joseph-Gabriel-Étienne Coustans (1840-1902) est contrôleur des poids et mesures à Thionville.
Après des études à la Realschule de Metz, il rejoint le mouvement Metzer Kunstverein dans l'atelier du successeur de Joseph Hussenot, Edmond Rinckenbach, rue aux Ours (Metz). Il y travaille avec Victor Prouvé, Henri Beecke, Jacques Hablützel et Alfred Pellon, auteur de son ex-libris.

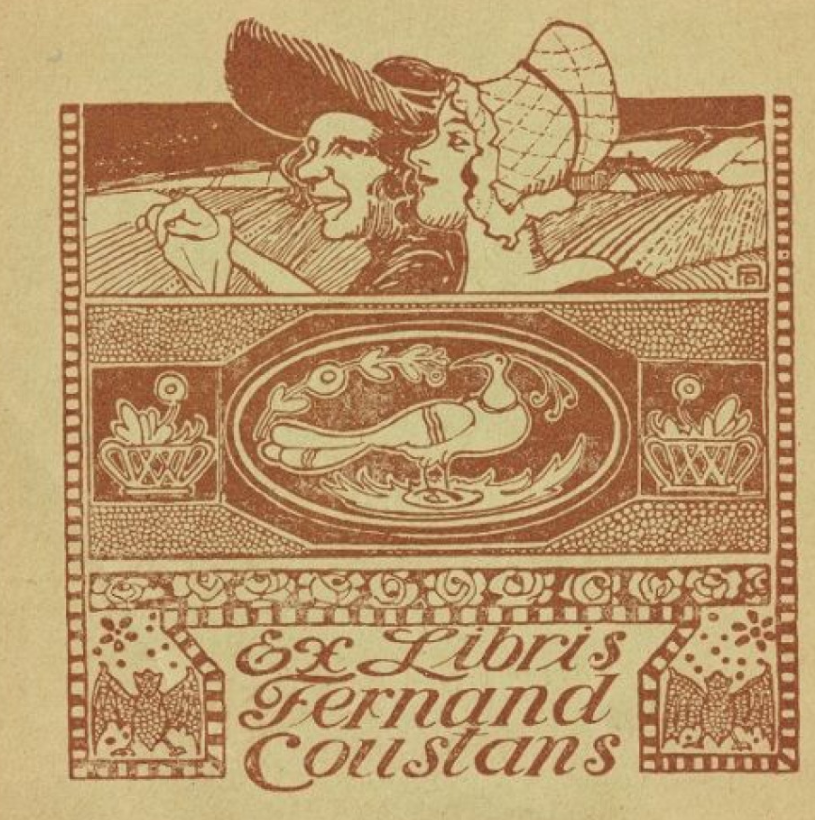
ex-libris (Alfred Pellon).

Il devient journaliste en 1912 et publie des contes sous le nom de Fernand Coustans dans  Le Pays lorrain et le Pays messin revue régionale illustrée.
Enrôlé dans l'armée allemande, il combat sur le front russe pendant la Première Guerre mondiale.
En 1919, le département de la Moselle est réintégré à la France et l'année suivante Fernand Coustans devient journaliste à la Volkstribüne-La Tribune du peuple quotidien socialiste bilingue.

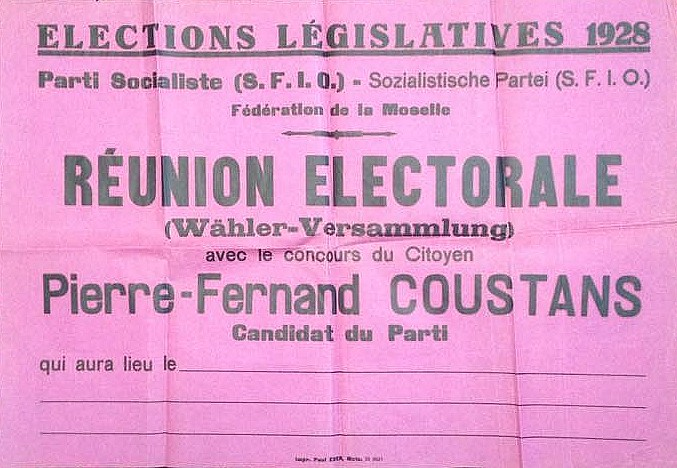
Législatives 1928.

En 1924, il quitte ce journal et rentre alors au journal Le Messin et publie des contes sous le pseudonyme de « Claudius Mosellanus » .
En 1928, il se présente aux élections législatives dans la première circonscription de Metz, sous étiquette S.F.I.O. mais est battu. Il consacre alors sa vie à la peinture.
En 1940 à la suite de la deuxième annexion de la Moselle, la famille trouve refuge à Lourdes, puis à Versailles. À la fin du conflit, il regagne son domicile pillé de ses meubles et de sa bibliothèque.
Il meurt au Ban-Saint-Martin le 16 septembre 1975 et est enterré au Cimetière de l'Est (Metz).

## Contes

### Fernand Coustans,Le Pays lorrain le Pays messin
- Le Sonneur (t. IX, 1912, p. 371)
- Un crime (t. IX, 1912, p. 552)
- Fausse monnaie » (t. X, 1913, p. 37).

### Claudius Mosellanus,Le Messin
- Feuilles d’automne (lundi 08/12/1924, p. 4)
- Fausse monnaie  (mardi 23/12/1924, p. 6)
- Rêve  (samedi 27/12/1924, p. 4)
- Le Sonneur  (lundi 05/01/1925, p. 5)
- Plus de tours que de miracles  (vendredi30/01/1925, p. 5)
- Justice tardive (lundi 02/02/1925, p. 4)
- Un endroit sûr (lundi 09/03/1925, p. 5)
- L’Héritage du père Louyot (lundi 16/03/1925, p. 5)
- Rouqui (mardi 31/03/1925, p.6)
- Les Mobiles d’un délit (lundi 15/06/1925,p. 3 et mardi 16/06/1925, p. 3)
- Obscurs héros (mercredi 08/07/1925, p. 5)
- La Parisienne (vendredi 10/07/1925, p. 5), « Un mufle » (mercredi 22/07/1925 p. 5)

## Famille
Fils de de Jean-Joseph-Gabriel-Étienne Coustans (1840-1902), vérificateur des poids et mesures, et de Marie-Madelaine Bardot (1840-1895), Fernand Coustans est né à Thionville (Moselle), 210 rue de Jemappes, le 17 décembre 1878. Il est l'ainé de jumeaux.
En 1902, il épouse en premières noces Anna von Holly und Ponientzietz de noblesse polonaise.
Veuf, il se remarie en 1931 avec Jeanne Tribout . Le couple a cinq enfants, dont l’aînée est la mère de Jean-Paul Fontaine, dit "Le Bibliophile Rhemus".

## Collections publiques
- Musée de la Cour d'Or , Metz: La rue du Coffe-Millet (1910)

## Collection privée

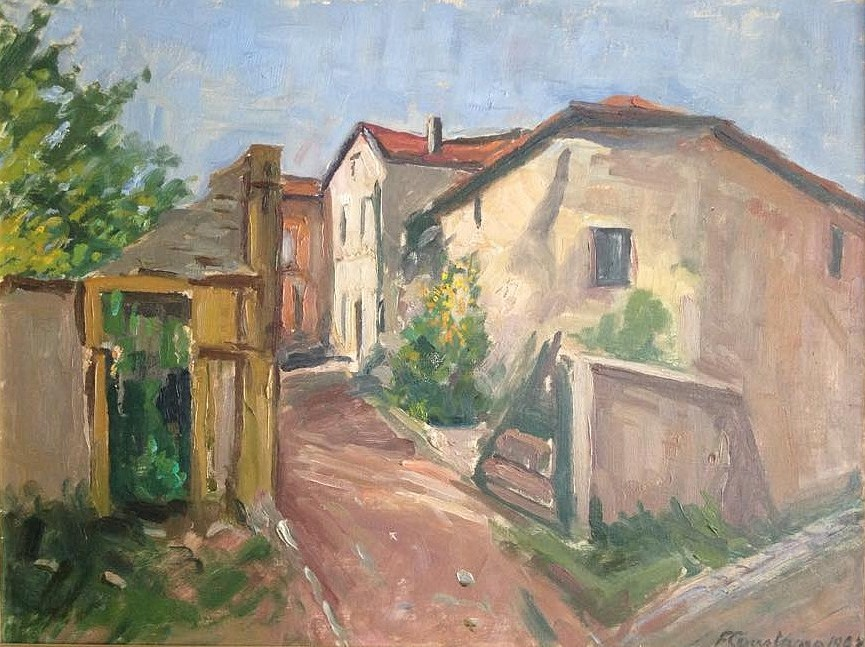
13 rue de Plappeville (1962)
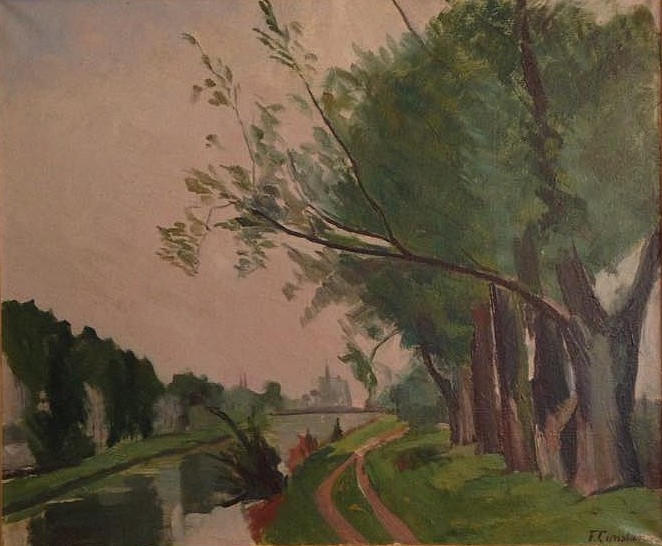
Bords de la Moselle (1960)
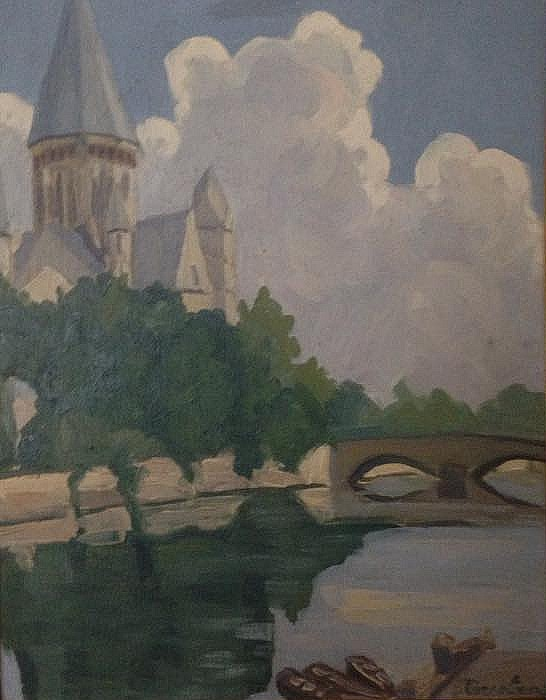
Metz, temple neuf (1950)
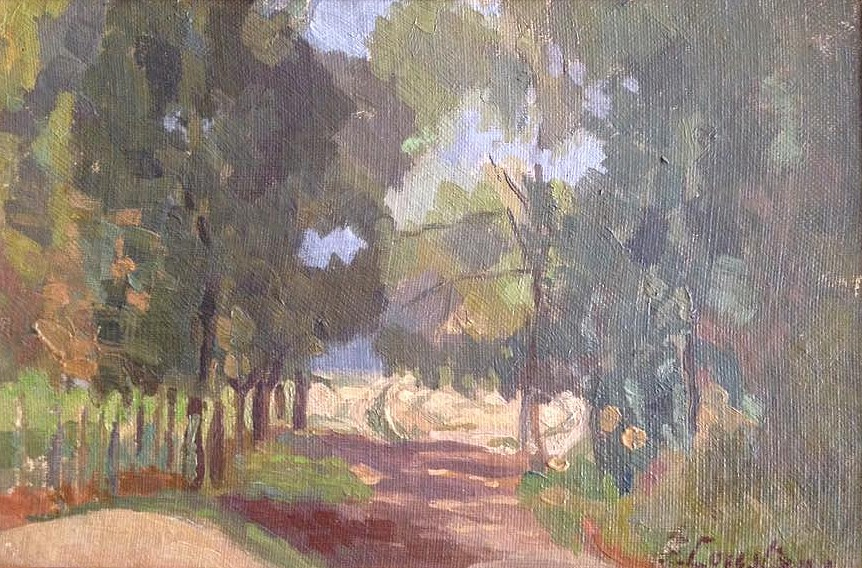
Ban Saint Martin (1950)
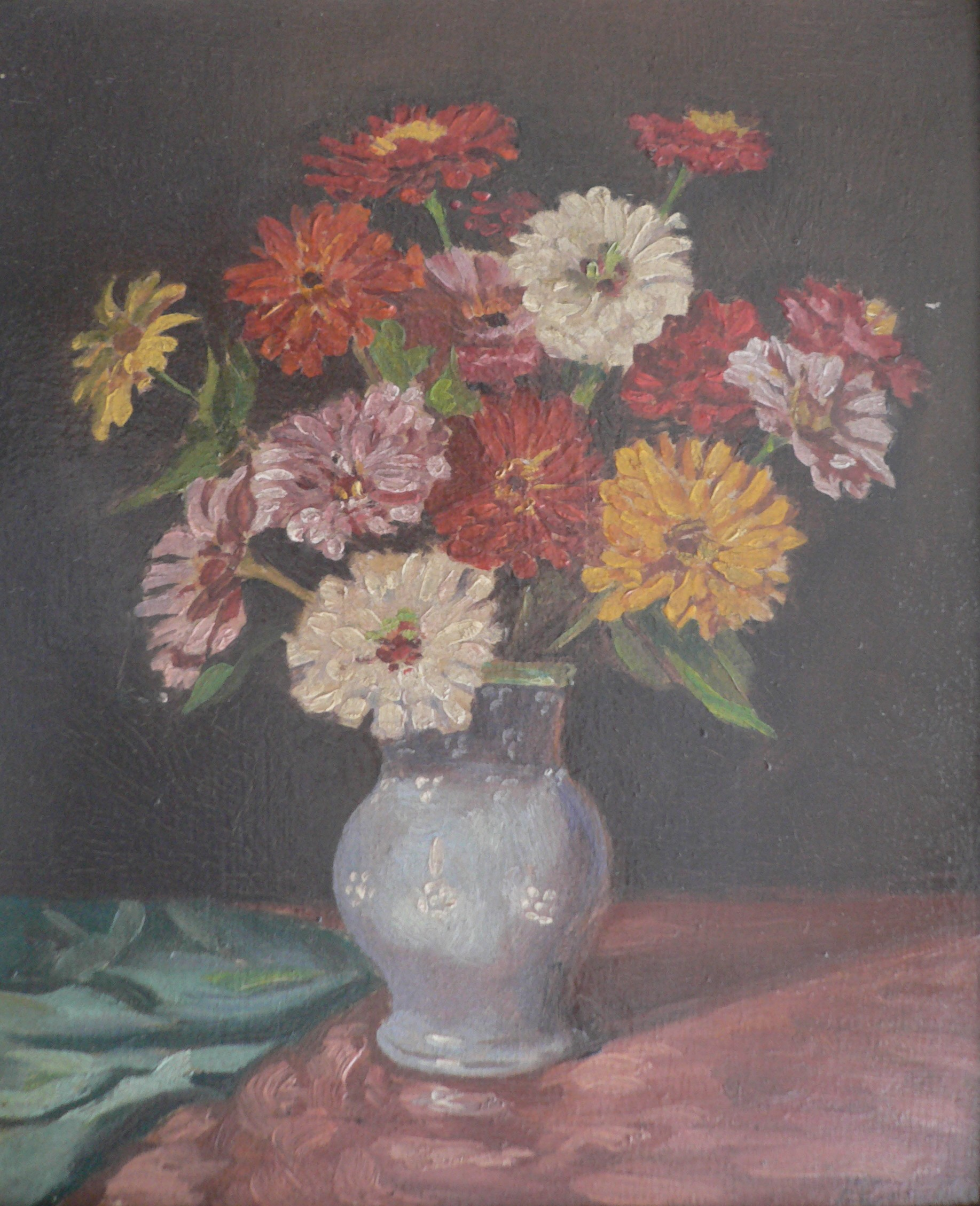
Flowers (1950)
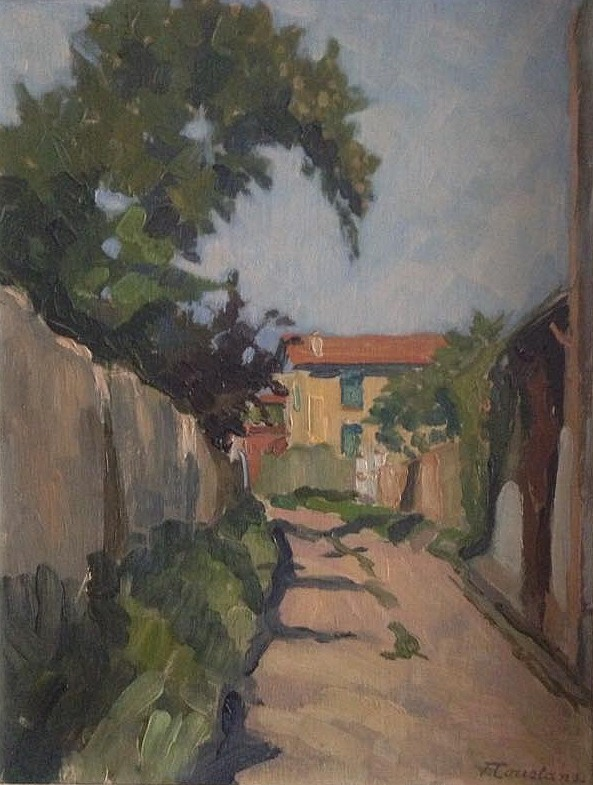
Les Gressets (1943)
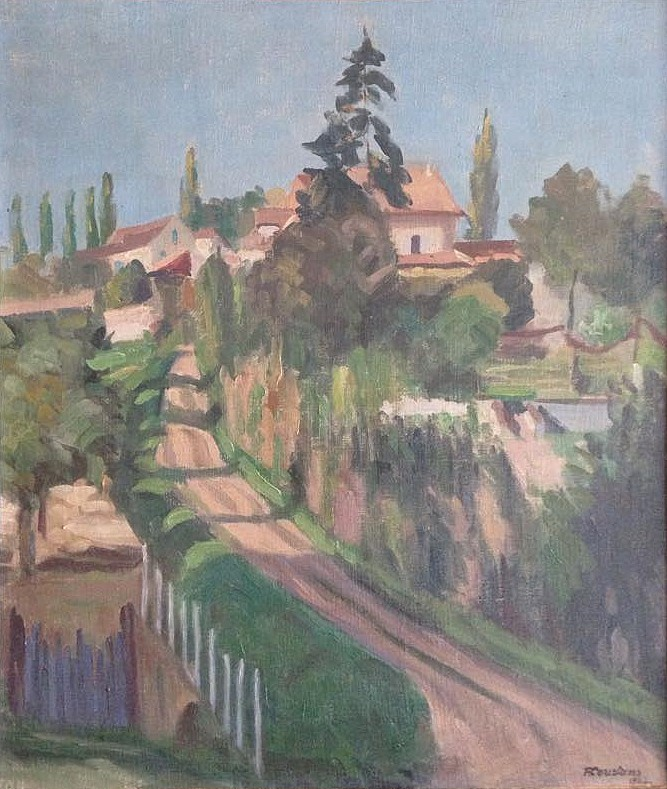
Louveciennes-les Gressets (1942)
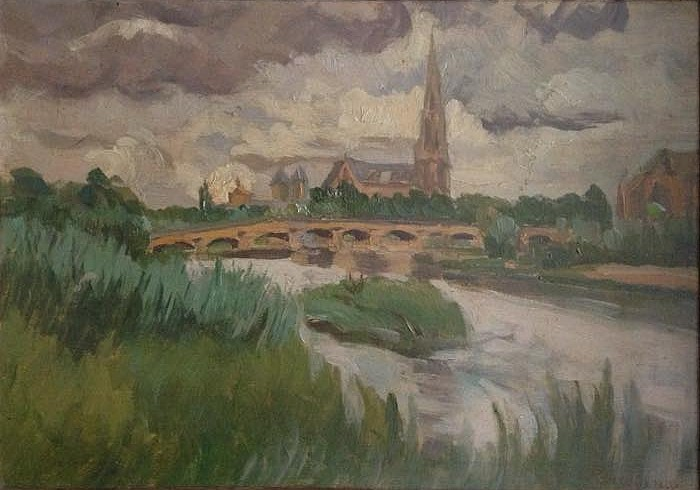
Grand pont des morts (1940)
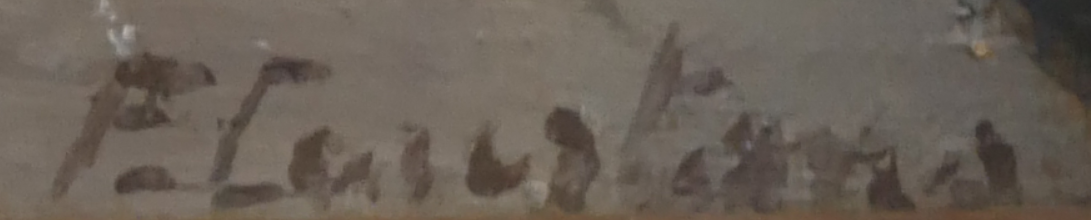
signature Fernand Coustans

## Expositions
- En 1922, son fonds d'atelier est dispersé à l'hôtel des ventes de Metz après exposition du 19 au 21 février.
- Exposition du Cinquantenaire des Artistes mosellans, à la Galerie des Beaux-Arts, Metz (juin 1975).

## Sources
- Jean-Paul Fontaine, Article paru dans Chancels 2016, revue de la Société des Amis des Arts et du Musée de la Cour d’Or, p. 29-32.
- Pierre Jean Fernand Coustans  Le Maitron